# Associazione Calcio Monopoli 2007-2008
Questa pagina raccoglie le informazioni riguardanti l'Associazione Calcio Monopoli nelle competizioni ufficiali della stagione 2007-2008.

## Rosa
| N. |                   | Ruolo | Calciatore              |
| -- | ----------------- | ----- | ----------------------- |
|    | Italia (bandiera) | D     | Giuseppe Aquino         |
|    | Italia (bandiera) | C     | Francesco Bitetto       |
|    | Italia (bandiera) | C     | Alberto Bonfardino      |
|    | Italia (bandiera) | A     | Francesco Caracciolese  |
|    | Italia (bandiera) | C     | Carlo Cardascio         |
|    | Italia (bandiera) | A     | Simone Nicola Cavaliere |
|    | Italia (bandiera) | D     | Francesco Colella       |
|    | Italia (bandiera) | C     | Alessio Cossu           |
|    | Italia (bandiera) | C     | Antonio D'Allocco       |
|    | Italia (bandiera) | A     | Andrea Deflorio         |
|    | Italia (bandiera) | C     | Nicola De Santis        |
|    | Italia (bandiera) | D     | Fabio De Sanzo          |
|    | Italia (bandiera) | D     | Fabio Di Sole           |

| N. |                      | Ruolo | Calciatore               |
| -- | -------------------- | ----- | ------------------------ |
|    | Italia (bandiera)    | P     | Salvatore D'Urso         |
|    | Argentina (bandiera) | A     | Fernando Alberto Galetti |
|    | Italia (bandiera)    | C     | Nicola Lanzolla          |
|    | Italia (bandiera)    | C     | Bartolo Lorusso          |
|    | Italia (bandiera)    | C     | Fabio Loseto             |
|    | Italia (bandiera)    | D     | Gianluca Loseto          |
|    | Italia (bandiera)    | D     | Fabio Lucioni            |
|    | Italia (bandiera)    | D     | Christian Mastronardi    |
|    | Italia (bandiera)    | P     | Luigi Moschetto          |
|    | Italia (bandiera)    | D     | Rocco Roberto Paris      |
|    | Italia (bandiera)    | D     | Giuseppe Pugliese        |
|    | Italia (bandiera)    | D     | Donato Vittorio          |